# Generátor náhodných hesel

Hrací kostky jako jednoduchý hardwarový generátor náhodných čísel (používá např. metoda diceware).

Generátor náhodných hesel je počítačový program, nebo hardwarové zařízení, které má vstup z náhodných nebo pseudo-náhodných čísel, ze kterých generátor vytvoří heslo. Náhodná hesla mohou být generována manuálně, pomocí jednoduchých zdrojů náhodnosti (mince, kostky), nebo mohou být generována pomocí počítače. Přikladem reálného využití hracích kostek jako hardwarového generátoru je diceware, což je metoda pro vytváření kvalitních heslových frází (varianta hesel).
Na internetu je spousta míst, kde lze získat „náhodné“ heslo, ale protože je generování náhodnosti složité, tak tyto programy nemusí produkovat skutečně náhodný výstup. Navíc není důležité generovat perfektně náhodná hesla, nýbrž hesla která lze jen těžko uhodnout (mnoho hesel z generátoru náhodných písmen bude snadno uhodnutelných). V kryptografii je nutné používat pečlivě navržené algoritmy, tzv. CSPRNGS: cryptographically secure pseudorandom number generators (kryptograficky bezpečné (pseudo)náhodné generátory čísel).

## Nativní přístup
Zde jsou dvě ukázky za využití standardních programových knihoven:

### C
```
#include
 
<time.h>

#include
 
<stdio.h>

#include
 
<stdlib.h>

int

main
(
void
)

{

    
/* Length of the password */

    
unsigned
 
short
 
int
 
length
 
=
 
8
;

    
/* Seed number for rand() */

    
srand
((
unsigned
 
int
)
 
time
(
0
)
 
+
 
getpid
());

    
/* ASCII characters 33 to 126 */

    
while
(
length
--
)
 
{

        
putchar
(
rand
()
 
%
 
94
 
+
 
33
);

        
srand
(
rand
());

    
}

    
printf
(
"
\n
"
);

    
return
 
EXIT_SUCCESS
;

}

```

V tomto případě je využita standardní C funkce rand, což je generátor pseudo-náhodných čísel.

### PHP
```
function
 
pass_gen
(
$length
 
=
 
8
)
 
{

    
$pass
 
=
 
array
();

    
for
 
(
$i
 
=
 
0
;
 
$i
 
<
 
$length
;
 
$i
++
)
 
{

        
$pass
[]
 
=
 
chr
(
mt_rand
(
32
,
 
126
));

    
}

    
return
 
implode
(
$pass
);

}

```

## Silnější metody
Existují různé metody pro generování silných šifrovaných bezpečnostních náhodnější hesel. Na Unix platformách /dev/random a /dev/urandom jsou běžně používané a to buď programově nebo s nějakým spojením s programem jako je makepasswd. Programátoři ve WINDOWS mohou použít z knihovny Microsoft CryptoAPI funkci CryptGenRandom. Programovací jazyk Java obsahuje třídu s názvem SecureRandom. Další možností je odvodit náhodnost měřením nějakého vnějšího jevu jako je načasování vstupu uživatelské klávesnice. Mnoho počítačových systémů již má vytvořenou aplikaci (standardní název APG) k provádění FIPS 181. FIPS 181 – automatický generátor hesel. Popisuje změnu náhodných bitů do nějakým způsobem vyslovitelných „slov“ vhodná pro hesla.

### Bash
Zde je ukázkový kód, který používá /dev/urandom generování hesla s jednoduchou Bash funkcí. Funkce má délku hesla jako parametr nebo využije délku 16 znaků jako výchozí.
```
function
 
mkpw
()
 
{
 
tr
 
-dc
 
'[:graph:]'
 
<
 
/dev/urandom
 
|
 
head
 
-c
 
${
1
:-
16
}
;
 
echo
;
 
}

```

Není vhodné pro dlouhé kryptografé klíče, nebo tam kde je vyžadována vysoká úroveň bezpečnosti.

### Java
Zde je ukázkový kód který využívá SecureRandom a generuje 10místné hexadecimální číslo.
```
String
[]
 
symbols
 
=
 
{
"0"
,
 
"1"
,
 
"2"
,
 
"3"
,
 
"4"
,
 
"5"
,
 
"6"
,
 
"7"
,
 
"8"
,
 
"9"
,
 
"a"
,
 
"b"
,
 
"c"
,
 
"d"
,
 
"e"
,
 
"f"
}
;

int
 
length
 
=
 
10
;

Random
 
random
 
=
 
SecureRandom.getInstanceStrong
()
;
 
//
 
as
 
of
 
JDK
 
8
,
 
this
 
should
 
return
 
the
 
strongest
 
algorithm
 
available
 
to
 
the
 
JVM
StringBuilder
 
sb
 
=
 
new
 
StringBuilder
(
length
)
;

for
 
(
int
 
i
 
=
 
0
;
 
i
 
<
 
length
;
 
i++
)
 
{

    
int
 
indexRandom
 
=
 
random.nextInt
(
 
symbols.length
 
)
;

    
sb.append
(
 
symbols
[
indexRandom
]
 
)
;

}

String
 
password
 
=
 
sb.toString
()
;

```

### Python
Jazyk Python obsahuje třídu SystemRandom, která získává náhodné bity na Unixových systémech z /dev/urandom (Linux a Mac OS X) a v systému Windows je použit CryptGenRandom. Následující jednoduchý příklad ukazuje použití této třídy:
```
#!/usr/bin/python2

import
 
random
,
 
string

myrg
 
=
 
random
.
SystemRandom
()

length
 
=
 
10

# Chcete-li non-anglicke znaky, vyjmete [0:52]

alphabet
 
=
 
string
.
letters
[
0
:
52
]
 
+
 
string
.
digits

pw
 
=
 
str
()
.
join
(
myrg
.
choice
(
alphabet
)
 
for
 
_
 
in
 
range
(
length
))

print
 
pw

```

### Perl
Tento příklad využívá Crypt::Random::Source modul k nalezení silných náhodných čísel.
```
use
 
Crypt::Random::Source
 
qw(get_strong)
;

while
(
length
(
$out
)
 
<
 
15
)
 
{

   
my
 
$a
 
=
 
get_strong
(
1
);

   
$a
 
=~
 
s/[^[:graph:]]//g
;

   
$out
 
.=
 
$a
;

}

print
 
"$out\n"
;

```